# (101955) Bennu
(101955) Bennu (of 1999 RQ36) is een koolstofhoudende planetoïde uit de Apollogroep die op 11 september 1999 werd ontdekt door het LINEAR-project. De planetoïde is uitvoerig bestudeerd door de Areciboradiotelescoop en het Goldstone Deep Space Communications Complex. Het is een potentieel gevaarlijk object dat een cumulatieve kans van 1 op 1800 heeft om de Aarde te raken tussen 2175 en 2199.
Bennu is een van de studieobjecten van het New Frontiers-programma van NASA. In het kader daarvan is de ruimtesonde OSIRIS-REx in een baan rond de planetoïde gebracht, heeft in 2020 monsters genomen en is een capsule met deze monsters op 24 september 2023 teruggekeerd naar de Aarde.

## Ontdekking en naam
Bennu werd op 11 september 1999 ontdekt tijdens een onderzoek naar aardscheerders door het LINEAR-project. De planetoïde kreeg als voorlopige aanduiding (101955) 1999 RQ36. In 2012 werd een wedstrijd onder scholieren uitgeschreven door de Universiteit van Arizona, The Planetary Society en het LINEAR-project om de naam van de planetoïde te bepalen. De wedstrijd werd gewonnen door een negenjarige jongen die de naam Bennu had aangedragen, als verwijzing naar de Egyptische mythische vogel Benoe.
Ook alle structuren op Bennu zijn door de IAU vernoemd naar vogels.

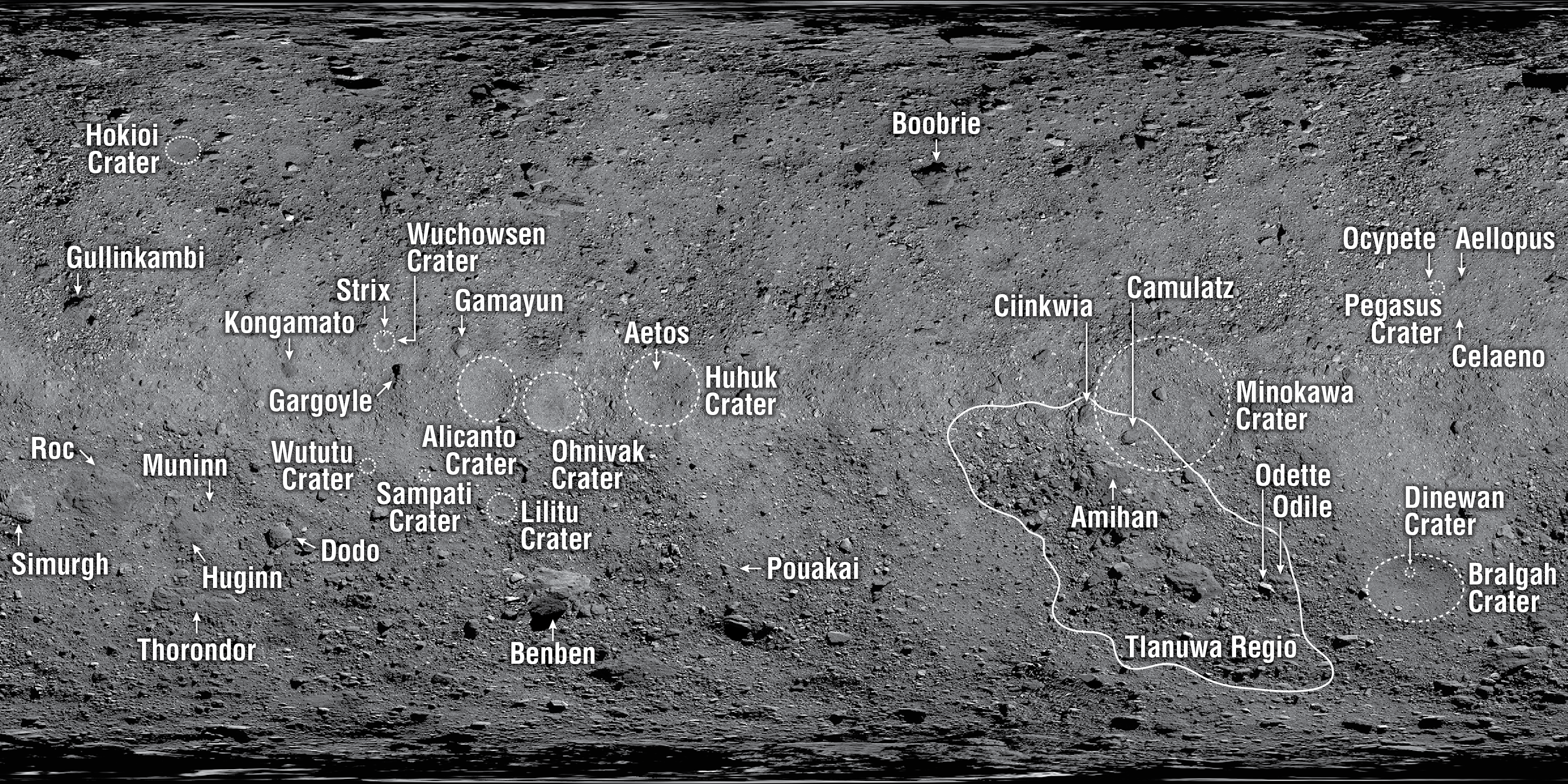
Kaart van Bennu met de namen van structuren

## Eigenschappen
De eigenschappen van Bennu zijn vanaf 1999 uitvoerig bestudeerd waardoor veel bekend is over de planetoïde. Als B-type planetoïde bestaat hij voor het overgrote deel uit koolstofrijk, donker materiaal en heeft hij dus een laag albedo van 0,044. De planetoïde heeft de vorm van een oblate (afgeplatte) sferoïde met een diameter van circa 482 meter. Oorspronkelijk werd gedacht dat het oppervlak van Bennu redelijk vlak was, met één uitstekende rots van 10 tot 20 meter. Onderzoek uitgevoerd door ruimtesonde OSIRIS-REx wees echter uit dat het oppervlak hobbelig is en meer dan 200 rotsen telt die hoger dan 10 meter zijn, waarvan de grootste 58 meter in omtrek is.
Astrometrische observaties tussen 1999 en 2013 hebben aangetoond dat Bennu wordt beïnvloed door het Jarkovski-effect, waardoor de halve lange as elk jaar met circa 284 meter afneemt. Verdere observaties gaven aan dat de massadichtheid circa 1190 kg per kubieke meter bedraagt, slechts iets dichter dan water. Wetenschappers denken daarom dat de binnenzijde van de planetoïde zeer poreus is. De geschatte massa bedraagt 7,329×1010 kilogram.
In oktober 2023 werd bekend dat in de bodemmonsters van Bennu een hoog koolstofgehalte en water is ontdekt. Dit zou ons kunnen helpen te begrijpen hoe het leven op Aarde is ontstaan.

### Rotatie

Animatie die de rotatie van Bennu weergeeft. De beelden zijn gemaakt door OSIRIS-REx op een afstand van circa 80 kilometer.

Bennu beweegt zich voort met circa 101.000 kilometer per uur in zijn omloopbaan rond de zon. Fotometrische observaties hebben aangetoond dat het elke 4,3 uur om zijn eigen as draait. Onderzoek door OSIRIS-REx heeft uitgewezen dat Bennu's rotatie versnelt met ongeveer 1 seconde per eeuw. De snellere rotatie wordt veroorzaakt door het YORP-effect. Zonlicht dat op de planetoïde valt, wordt weerkaatst in de ruimte. De verandering in de richting van het licht drukt op de planetoïde en zorgt ervoor dat deze sneller draait.

### Activiteit
Ruimtesonde OSIRIS-REx observeerde meerdere keren dat er steentjes en keitjes van 2,5 tot 10 centimeter werden weggeslingerd vanaf het oppervlak van Bennu. Dit gebeurde met een snelheid van circa drie meter per seconde. Het materiaal dat werd weggeslingerd kwam meestal in een baan rond de planetoïde terecht en belandde uiteindelijk weer terug op het oppervlak. Enkele keren onttrokken de steentjes zich aan de zwaartekracht en verdwenen in de ruimte. Onderzoekers noemen drie mogelijke oorzaken die tot de uitstoot van materiaal kan leiden. Zo kunnen meteorietinslagen de oorzaak zijn. Een andere mogelijkheid is het gevolg van thermische spanningsbreuken; grote temperatuurschommelingen kunnen ertoe leiden dat gesteenten scheuren of uiteenvallen waardoor materiaal loskomt. De derde mogelijke oorzaak is het vrijkomen van waterdamp. Water dat zit opgesloten in klei kan zich onder invloed van hoge temperaturen een weg naar buiten banen door scheuren en gaten. Hierbij komt ook materiaal mee naar boven.

## Baan en mogelijke inslag

Animatie van de benadering in de periode 2128 tot 2138, waarbij de dichte benadering van 2135 te zien is.
·

Bennu beschrijft een baan om de Zon die ongeveer 437 dagen duurt. Eén keer in de zes jaar kruist hij met de Aarde. Op 23 september 2060 zal de planetoïde op 0,004 AE (750.000 km) de Aarde passeren met een schijnbare magnitude van 12,3. Op 25 september 2135 zal de nominale benaderingsafstand tot de Aarde 0,002 AE (300.000 km) bedragen en zal de dichtste  benaderingsafstand 0,0007 AE (100.000 km) bedragen. Er is geen kans dat het de Aarde zal raken in 2135. De benadering in 2135 zorgt ervoor dat het niet geheel zeker is hoe de baan van Bennu zich in de verdere toekomst gaat vervolgen. Of de Aarde de baan van de planetoïde gaat beïnvloeden is mede afhankelijk van de vraag of de planetoïde door een gravitationeel sleutelgat vliegt. Deze sleutelgaten zijn gebieden waar de zwaartekracht van de Aarde grote invloed uitoefent.
Volgens de huidige voorspellingen is er op 25 september 2175 een kans van 1 op 24.000 dat de Aarde geraakt zal worden. Op 24 september 2196 is de kans op een botsing met 1 op 11.000 het grootst. Er is tussen 2175 en 2199 een cumulatieve kans van 1 op 2700 dat er een botsing plaats zal vinden. Bij een eventuele inslag wordt de kinetische energie die vrijkomt geschat op 1200 megaton in TNT-equivalent (ter vergelijking; het TNT-equivalent van de atoombom Little Boy was 15 kiloton).

## Missie
In het kader van het New Frontiers-programma van NASA is de ruimtesonde OSIRIS-REx op 8 september 2016 gelanceerd richting de planetoïde. Na een twee jaar durende reis bereikte de ruimtesonde op 3 december 2018 zijn doel. Op 10 december 2018 maakte NASA bekend de chemische eigenschappen van water verstopt in gehydrateerde kleimineralen te hebben waargenomen, wat zou kunnen inhouden dat er vloeibaar water aanwezig was op het hemellichaam waarvan Bennu zich heeft afgesplitst. Op 31 december 2018 manoeuvreerde OSIRIS-REx zich in een baan om Bennu. De ruimtesonde beweegt met een snelheid van 6 centimeter per seconde om Bennu.

### Bemonstering
Aanvankelijk werden er vier mogelijke locaties voor bemonstering aangewezen. In december 2019 werd gekozen om de bemonstering plaats te laten vinden in de Nightingale-krater op het noordelijk halfrond. De krater is circa 140 meter breed. Op 20 oktober 2020 werd met een robotarm 121,6 gram aan fijnkorrelig bodemmateriaal opgeraapt uit deze krater.
Op 24 september 2023 is een kleine, hittebestendige container met de monsters geland in Utah.
Eind januari 2025 werd bekendgemaakt dat de verkregen monsters de ingrediënten voor leven bevatten.

## Galerij

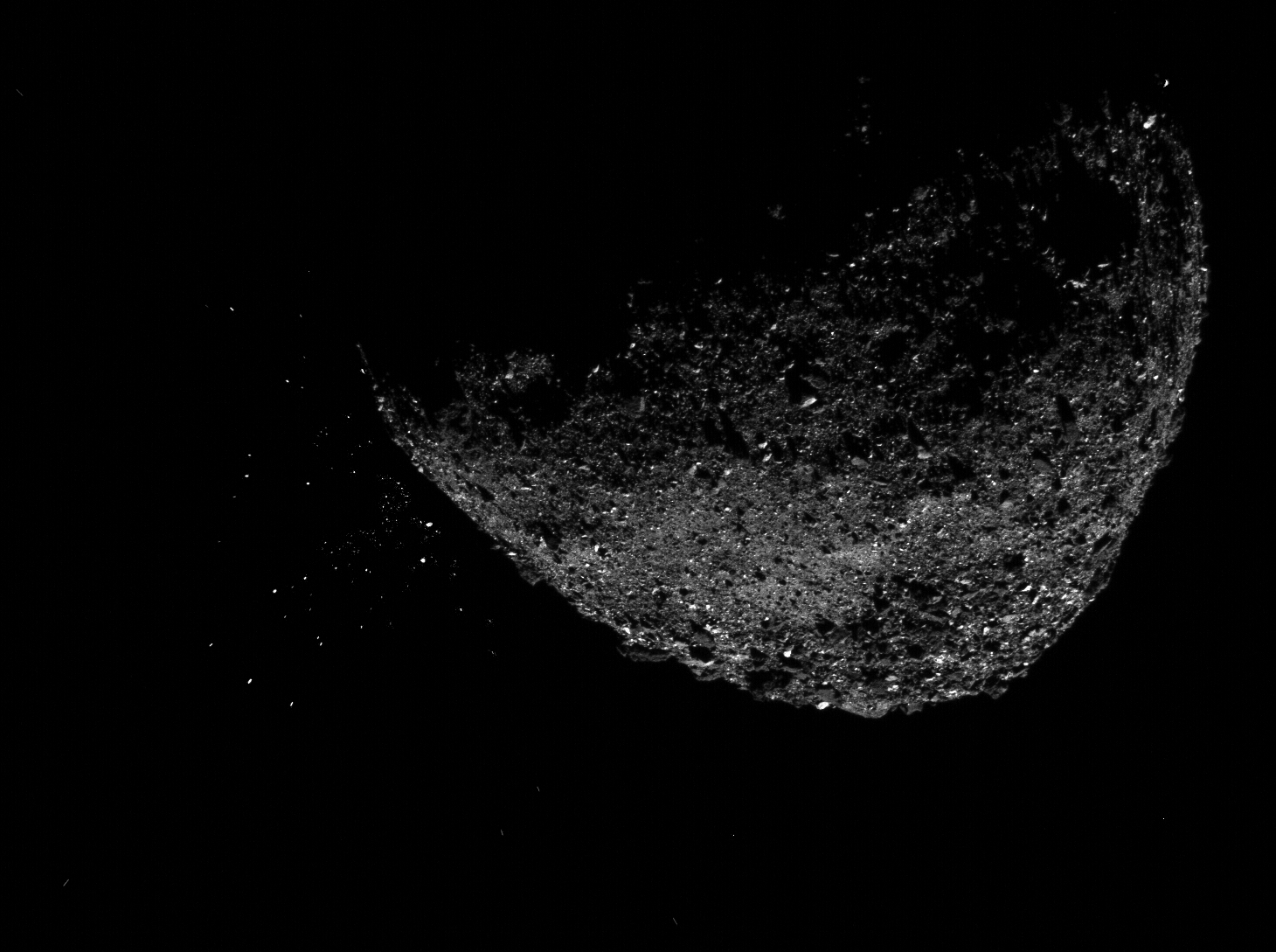
Het uitstoten van materiaal
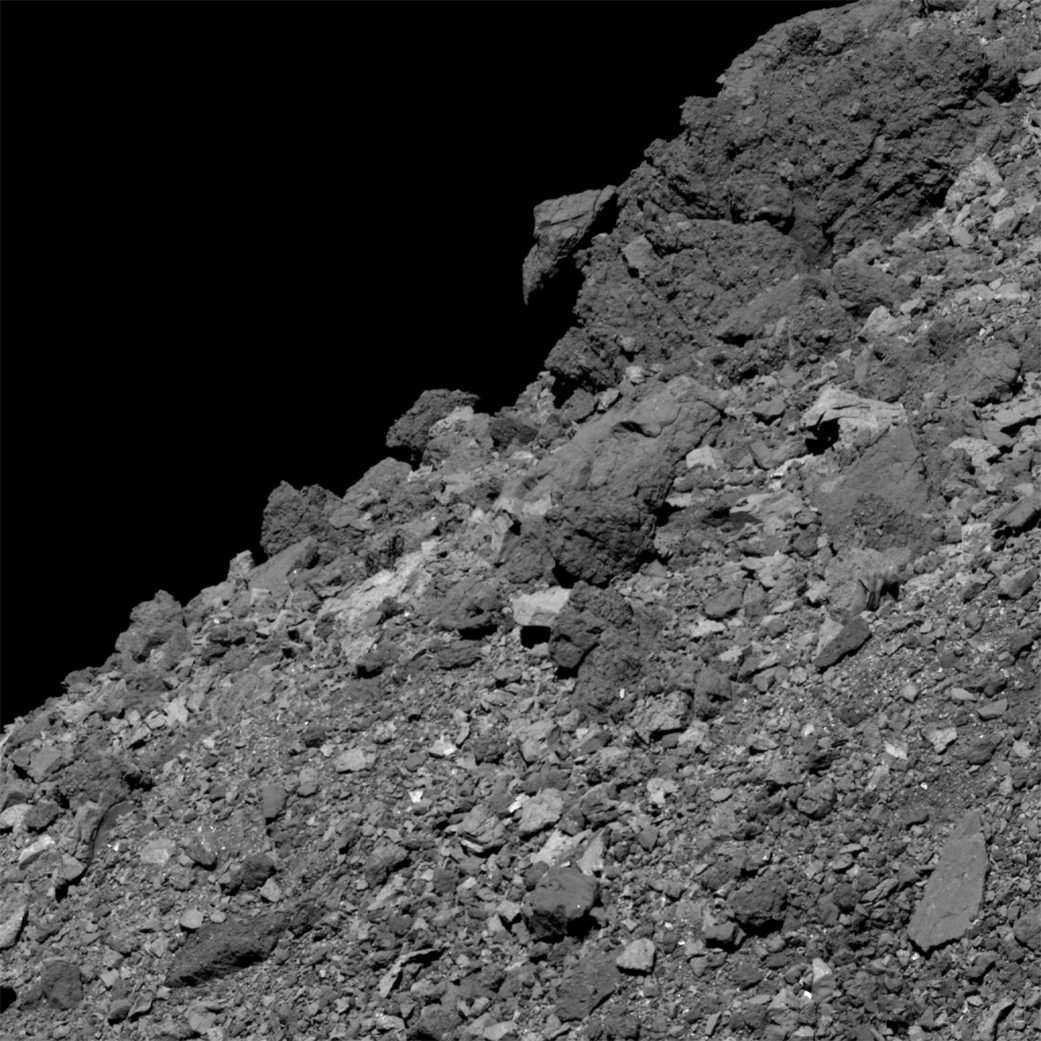
Close-upfoto van een met regoliet bedekt oppervlak.
Radarbeelden waarop de rotatie van Bennu is te zien
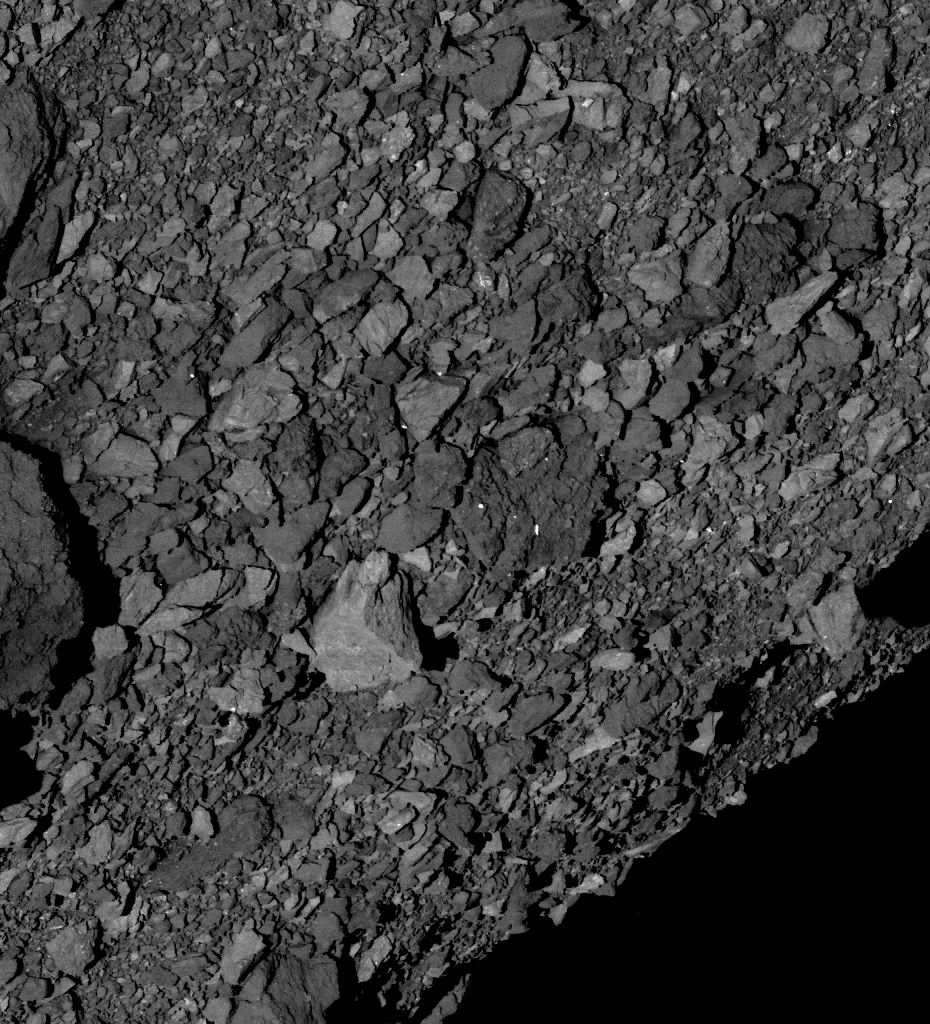
Detailopname van de zuidelijke hemisfeer
Het moment van de landing